# Frontline veninder
Frontline veninder (russisk: Фронтовые подруги) er en sovjetisk film fra 1941 af Viktor Ejsymont.

## Medvirkende
- Zoja Fjodorova som Natasja
- Marija Kapustina som Tamara
- Olga Fjodorina
- Tamara Aljosjina som Zina
- Jekaterina Melentjeva som Sjura